# Pedro Lucas Fernandes
Pedro Lucas Andrade Fernandes Ribeiro (São Luís, 1 de novembro de 1979) é um administrador e político brasileiro, filiado ao União Brasil (UNIÃO) e atualmente deputado federal pelo Maranhão. Foi vereador de São Luís de 2013 a 2019.

## Biografia

### Carreira política
Em 2012 foi eleito vereador de São Luís, sendo reeleito em 2016.
Exerceu em 2017 o cargo de presidente da Agência Executiva Metropolitana (AGEM), autarquia responsável pela gestão da Região Metropolitana da Grande São Luís, nomeado pelo então governador do Maranhão Flávio Dino.
Foi candidato, em 2018, ao cargo de deputado federal pelo Maranhão na legenda do Partido Trabalhista Brasileiro (PTB), tendo sido eleito, com 111.538 votos. Em 2022, foi reeleito pelo União Brasil, com 159.786 votos.
Em 10 de abril de 2025, foi anunciado como ministro das Comunicações do governo Lula, após a exoneração de Juscelino Filho, também do União Brasil. No entanto, em 22 de abril, reconsiderou a decisão de aceitar o ministério, a fim de continuar como líder do União Brasil na Câmara dos Deputados, em razão de disputas internas das alas governistas e de oposição da legenda.

## Desempenho eleitoral
| Ano  | Eleição               | Partido | Cargo            | Votos   | %     | Resultado | Ref.  |
| ---- | --------------------- | ------- | ---------------- | ------- | ----- | --------- | ----- |
| 2012 | Municipal de São Luís | PTB     | Vereador         | 4.089   | 0,79% | Eleito    | [ 6 ] |
| 2016 | Municipal de São Luís | PTB     | Vereador         | 9.049   | 1,73% | Eleito    | [ 7 ] |
| 2018 | Estaduais no Maranhão | PTB     | Deputado federal | 111.538 | 3,41% | Eleito    | [ 8 ] |
| 2022 | Estaduais no Maranhão | UNIÃO   | Deputado federal | 159.786 | 4,31% | Eleito    | [ 9 ] |

## Vida pessoal
É filho do também político, ex-deputado federal e atual prefeito de Arame, Pedro Fernandes Ribeiro e irmão dos secretários estaduais Tiago Fernandes e Paulo Casé Fernandes.